# Авіамоторна (платформа)
Авіамоторна (рос. Авиамоторная), (до 20 лютого 2020 — Нова) — зупинний пункт/пасажирська платформа Казанського/Рязанського напрямку Московської залізниці, у складі лінії МЦД-3, у Москві.
Розташована на розі шосе Ентузіастів та Авіамоторної вулиці. Шляхопровід шосе Ентузіастів над залізничними коліями розташовано на північ від платформи.
Відстань по коліям від Москва-Пасажирська-Казанська — 7 км. Є у другій тарифній зоні, обладнана турнікетами.
Має дві посадкові платформи, берегову (західну) та острівну (східну). Берегова платформа обслуговує II колію, острівна I та IV колії. III колія Казанського напрямку прямує через сортувальний парк Перово IV станції Перово далеко від платформи.
Платформи мають значний вигин (ліворуч при русі від Москви), сполучені пішохідним мостом. Другий міст над платформою не має виходів на неї і служить лише для переходу через колії на 1-у вулицю Ентузіастів.
Відкрита в 1942 році.
Зазнала реконструкцію в середині 2000-х рр., під час якої було встановлено зелені напівпрозорі навіси, платформа викладена плиткою, замінені всі будівлі.
Каси, що обслуговують платформу, розташовані з боку Авіамоторної вулиці. Каса «на вихід» — на береговій платформі.

## Пересадки
- Метростанцію  Авіамоторна
- Метростанцію  Авіамоторна
- Трамваї: 12, 32, 37, 46, 50
- Автобуси: 012, м6, 59, 125, 440, 730, 759, 805, 987, т24, т30, т53, н4;